# Camponotus nadimi
Camponotus nadimi (лат.) — вид муравьёв рода кампонотус (Camponotus) (подрод Myrmentoma) из подсемейства формицины (Formicinae).

## Распространение
Ближний Восток: Израиль и Ливан.

## Описание
Отличаются от близких видов медиально окаймлённым передним краем клипеуса и тонкой чешуйкой петиоля (на боковом виде). Рабочие муравьи имеют длину 4,7—8,8 мм, длина головы = 1,09—2,27 мм, ширина головы = 0,89—2,42 мм. Тело чёрное матовое.